# HMS Rainbow (1586)
HMS Rainbow (Tęcza) – angielski XVI-wieczny galeon. Pierwszy spośród dziewięciu okrętów Royal Navy noszących do dziś tę nazwę.

## Historia
„Rainbow” został zbudowany przez szkutnika Petera Petta w stoczni w Deptford nad Tamizą (obecnie Londyn)
pod nadzorem Skarbnika i Nadzorcy Floty Johna Hawkinsa jako razee czyli „strzyżony”. Podobnie jak pozostałe galeony królewskie zbudowane w latach 80. XVI wieku za czasów królowej Elżbiety („Revenge”, „Vanguard” i flagowy „Ark Royal”), szybki i dobrze manewrujący „Rainbow”, również był okrętem reprezentującym nową jakość w angielskiej flocie.
W 1587 roku „Rainbow”, pod dowództwem kapitana Williama Bellinghama, wziął udział w udanym ataku Drake’a na Kadyks, który wyrządził hiszpańskiej flocie wiele szkód, i spowodował, że wyprawa Niezwyciężonej Armady, musiała być przełożona na następny rok.
W 1588 roku „Rainbow” został flagowym okrętem eskadry pod dowództwem lorda Henry’ego Seymoura podczas starcia z hiszpańską Wielką Armadą. Eskadra Seymoura dołączyła do głównych sił angielskich pod dowództwem Lorda Wysokiego Admirała Charlesa Howarda dopiero pod Downs, aby wziąć udział w finałowej bitwie pod Gravelines.
W listopadzie 1594 roku „Rainbow”, pod nowym dowództwem znanego z walk z Armadą Martina Frobishera, został wysłany na pomoc Francuzom przeciwko Hiszpanom, aby wziąć udział wraz z trzema innymi angielskimi galeonami w ataku na Brest. W czasie ataku na hiszpańskie umocnienia Frobisher został śmiertelnie ranny.
W lipcu 1596 roku „Rainbow”, pod dowództwem kapitana Williama Monsona, wziął udział w udanym ataku połączonej floty angielsko-holenderskiej na Kadyks, który całkowicie zniszczył to ważne portowe miasto wraz z hiszpańską flotą wojenną i handlową oraz wyrządził hiszpańskiej gospodarce ogromne szkody (oceniane na 12 milionów dukatów).
Rok później, pod tym samym dowództwem, okręt brał udział w nieudanej wyprawie hrabiego Essex przeciwko Azorom.
W 1601 roku „Rainbow” przeszedł w Deptford częściową przebudowę. Następnie do końca wojny z Hiszpanią operował na kanale Angielskim.
W 1617 roku „Rainbow” został rozebrany i przebudowany po raz pierwszy w stoczni w Deptford pod kierunkiem szkutnika Williama Brighta oraz sklasyfikowany jako Great Ship (późniejsza II ranga).
W latach 1620–1621 „Rainbow” należał do eskadry admirała Roberta Mansella, która brała udział w nieudanej wyprawie przeciwko piratom z Algieru.
Ponownie przebudowany w stoczni w Chatham na przełomie lat 1628-29, klasyfikowany był jako okręt II rangi.
W czasach Republiki w Anglii (Commonwealth of England, 1649-1660) „Rainbow” walczył w Indiach Zachodnich w 1651 roku pod Barbadosem jako flagowy okręt wiceadmirała George’a Ayscue przeciwko angielskim rojalistom, a później przeciwko statkom holenderskim (jeszcze przed oficjalnym wybuchem pierwszej wojny angielsko-holenderskiej).
Następnie okręt wziął udział w wojnie z Holandią na wodach europejskich. W 1652 „Rainbow” był flagowym okrętem floty angielskiej pod dowództwem George’a Ayscue w bitwie pod Plymouth. W rok później „Rainbow” uczestniczył w następujących bitwach: pod Portland – jako okręt wiceadmiralski eskadry „białej”, bitwie na płyciźnie Gabbard oraz bitwie pod Scheveningen.
W kwietniu 1659 „Rainbow” uczestniczył na Bałtyku w demonstracji siły angielskiej floty, która pod dowództwem hrabiego Sandwich pożeglowała tam w celu obrony angielskich interesów handlowych.
Po restauracji monarchii w Anglii „Rainbow” brał udział w kolejnej wojnie przeciw Holandii, która wybuchła w 1665 roku. W czerwcu tego samego roku „Rainbow” wchodził w skład awangardy angielskiej floty (eskadra „biała”) w zwycięskiej bitwie pod Lowestoft, rok później wziął udział w bitwie czterodniowej. Zaatakowany przez przeważające siły holenderskie pierwszego dnia bitwy, „Rainbow” wycofał się do neutralnego portu w Ostendzie i nie brał udziału w następnych dniach walki. W tym samym roku okręt walczył jeszcze w bitwie pod North Foreland w składzie eskadry „niebieskiej”.
„Rainbow” był również aktywny w czasie trzeciej wojny angielsko-holenderskiej. W 1672 roku walczył w składzie eskadry „czerwonej” połączonej floty angielsko-francuskiej w nierozstrzygniętej bitwie pod Solebay. W rok później „Rainbow” brał udział w przegranej dla sojuszników pierwszej i drugiej bitwie pod Schooneveld, jako okręt eskadry „niebieskiej”, oraz w zakończonej takim samym rezultatem  bitwie pod Texel, gdzie wchodził w skład ariergardy (eskadra „niebieska”).
Od roku 1678 „Rainbow” pełnił rolę okrętu strażniczego na rzece Medway. W 1680 roku wycofany ze służby i rozbrojony okręt został zatopiony jako część falochronu portu Sheerness u ujścia rzeki Medway (hrabstwo Kent).